# هارولد أ. فريتز
هارولد أ. فريتز (بالإنجليزية: Harold A. Fritz)‏ هو عسكري أمريكي، ولد في 21 فبراير 1944 في شيكاغو في الولايات المتحدة.